# フランス・スポーツ競技社団連合
フランス・スポーツ競技社団連合 (Union des sociétés françaises de sports athlétiques)はフランス第三共和政期に存在した総合スポーツ統括組織である。フランス選手権トップ14、国際サッカー連盟などを創設した。また、リーグ・アンと直接つながりはないが、フランス最古のサッカーリーグも設立している。

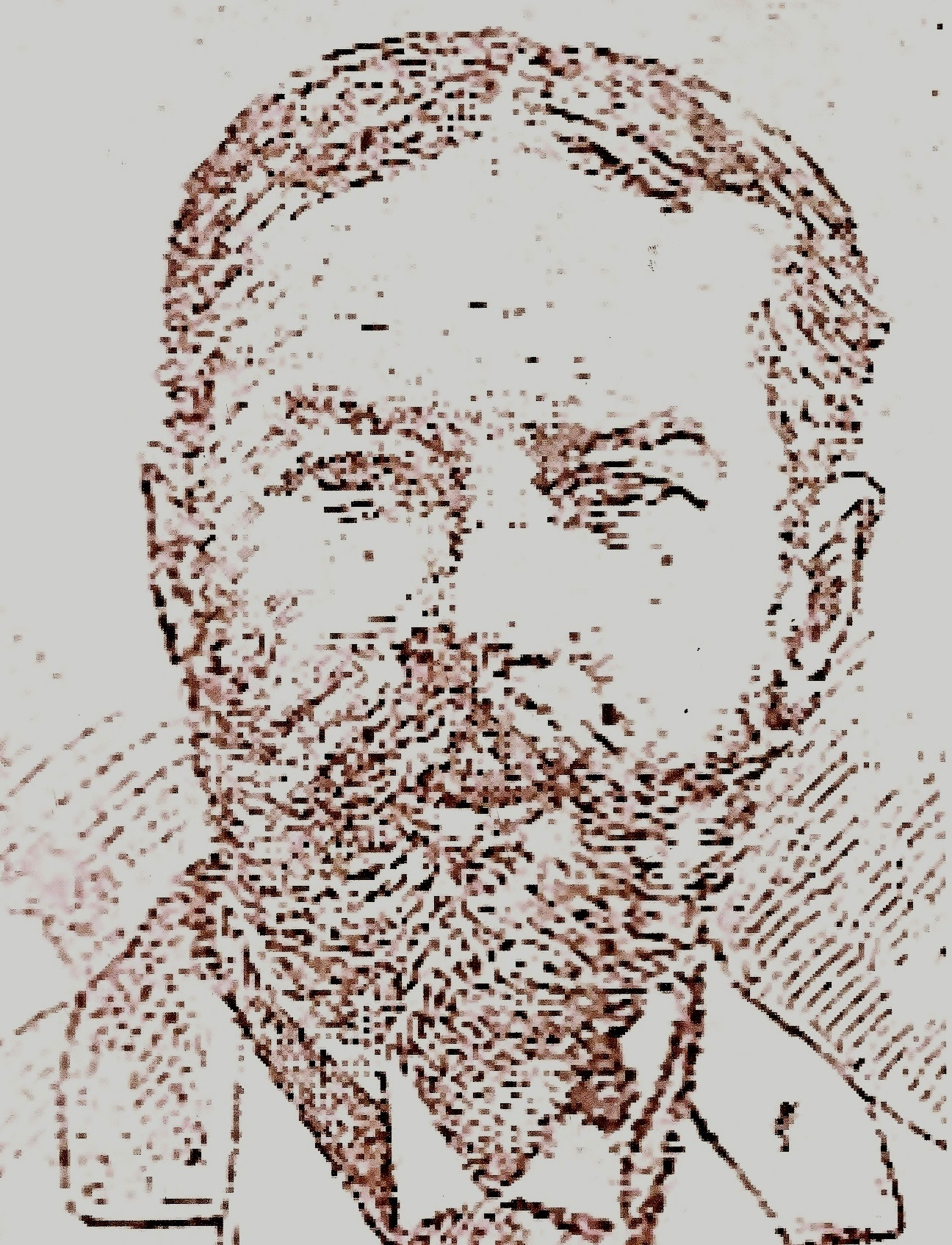
USFSAの創設者・初代会長ジョルジュ・ドゥ・サン＝クレール

## 概要
1887年11月20日、パリでラシン・クラブ・ド・フランスの総務理事を務めていたジョルジュ・ドゥ・サン＝クレールによって「フランス・ランニング社団連合 (Union des sociétés françaises de courses à pied)」の名で創設され、彼が初代会長を務めた。最初期には陸上競技に傾注していたが、1889年にラグビーユニオン、水泳、フェンシング、フィールドホッケーの組織化にも手を広げ、各競技ごとに特化した専門の部局が作られていった。サッカーはその5年後の1894年にUSFSAの取り扱う種目になった。
パリのスポーツクラブであるラシン・クラブ・ドゥ・フランスとスタッド・フランセの人間が創設したこともあって、1899年までパリジャン以外に門戸を開放しようとしなかった。1900年パリオリンピックではピエール・ド・クーベルタンとの対立など様々な要因があり、実施競技の運営権を握るのに失敗した。1906年以降はサッカー界の統括権限をはじめとした複数の紛争を抱え、フランツ・レイシェルは国立スポーツ委員会の体質と折り合おうとしたが、第一次世界大戦直後にその歴史的役目を終えて解散した。USFSAが保有した数多くの競技セクションは、後に各競技の個別協会へと発展・分離独立したため、21世紀のフランスのスポーツ組織にもつながるものであった。

## 歴史

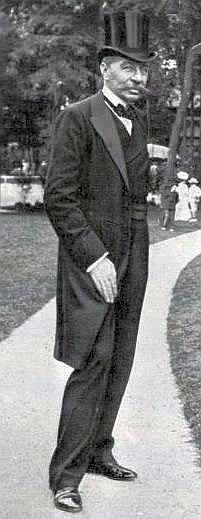
1905年のレオン・ドゥ・ジャンゼ子爵

1887年11月20日、ラシン・クラブ・ド・フランスとスタッド・フランセの役員たちは陸上競技の統括組織を作ろうと思い立ち、上記の「フランス・ランニング社団連合」を作った。そして半年後の1888年4月29日には初期のフランス陸上選手権を開催する。その3か月前には、ピエール・ド・クーベルタンが一足早く「教育的肉体運動を宣伝する為の委員会 (Comité pour la propagation des exercices physiques dans l'éducation)」、別名「ジュール・シモン委員会」を創設した。
この委員会はリセ・カルノで実演し、さらにラシン・クラブの会員がいた別の学校リセ・コンドルセにまで影響力を及ぼすに至る。この競合状態に押される形で、1889年にランニング社団連合は他のスポーツにも活動分野を広げることを決め、その年のうちに「スポーツ・ 陸上競技社団連合」と改名するのである。とはいえ、「陸上競技」と「スポーツ」はUSFSAの内部で両立をめぐり論争があり、前者がちゃんとしたフィールドで走る競技ならば、スポーツは「市場の大道芸人」と思われていた。
だがサン＝クレールの仕事ぶりを見たクーベルタンは、陸上競技の組織化をめぐる競合相手から一転してUSFSAに入会し、理事となった。その後はラシン・クラブの創設者の一人だったミシェル・ゴンディネ、セーヌ川のプトー島テニスクラブ会長を務め子爵の身分も持っていたレオン・ドゥ・ジャンゼなどもUSFSAの会長を務めた。

## 発展

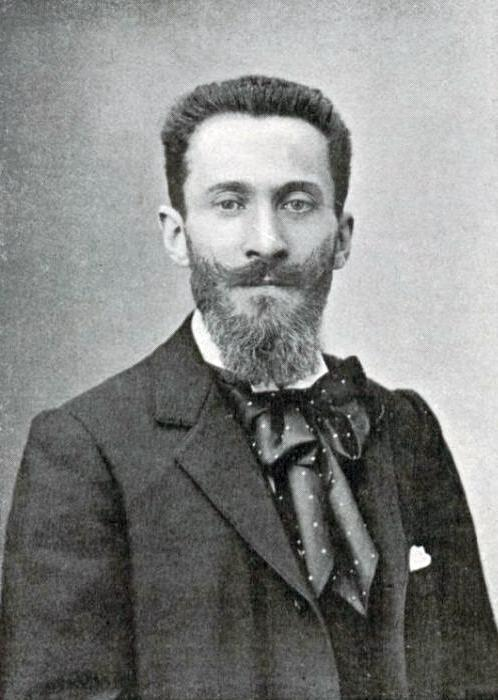
ポール・エスクディエは弁護士であり、1899年にUSFSAの会長に就任した。

1888年から、パリの民間上流階級と大衆はリセ・ジャンソン＝ドゥ・セリーの校門まで走るオリエンテーリングとクロスカントリーに積極的に参加するようになり、USFSAのフラッグをめぐって争った
。USFSAは最低25人の会員と1年以上の活動歴があるクラブに入会資格を認め、1890年には7クラブだった会員は2年間で50クラブまで増えた。学生スポーツの発展に力を入れていたクーベルタンは1890年に「ラ・レヴュー・アトレティーク」という刊行物を作ったが、やがてその名前は「レ・スポルツ・アトレティーキ」となった。クーベルタンの「転向」が功を奏してUSFSAのメンバーは増加を続け、1903年には350、1913年には1700のクラブが入会し、27万人が籍を置いていた。とりわけ学生系団体・クラブの数の多さは目を見張るものがあったが、これは多少問題があった。何人かのUSFSA役員は、これがクラブのリクルート活動に利用されているのではないかと懸念したのである。
1900年パリ五輪運営権をめぐる対立
を契機にクーベルタンはUSFSAを辞任し
、後任の理事にはフランツ・レイシェルが就任した。彼は活力と才能を持った指導者で、21歳以下ラグビーユニオン選手権の「クープ・フランツ＝レイシェル」に名前を残したほか、フランスフィールドホッケー連盟の会長も務めた。パリジャン以外にも入会権を認め始めたUSFSAは、さらに1899年から水泳とアイスホッケーの選手権開催にも着手した。
1892年、クーベルタンが「オリンピックの革新」を謡うスピーチをしたことは転機だった。そして1894年に近代オリンピックを実現するための国際オリンピック委員会が作られ、ギリシャ王国で第1回目の近代五輪、1896年アテネオリンピックが開催される。USFSAは4年後、1900年パリ万博の一環として行われる予定の第2回大会において、陸上競技を取り仕切ることになった。だが多数決の結果、15対4でIOCが全競技を仕切ることになり、USFSAはパリ五輪からはじき出された。
アマチュアリズムの問題からデリケートな行動ではあったが、同様にアマチュア精神を護持していた他のフランスのスポーツ協会とは異なり、USFSAは積極的にサッカーの国際的統括組織の結成を呼び掛け、結成後はその指揮系統ともなった。だが誕生間もないFIFAは資金援助を得られずに苦しんだ。対照的に、フランス軍事省から「愛国的」とみなされたフランス体操社団連合
は、USFSAとFIFAが得られなかった潤沢な公的資金援助を得ていた。

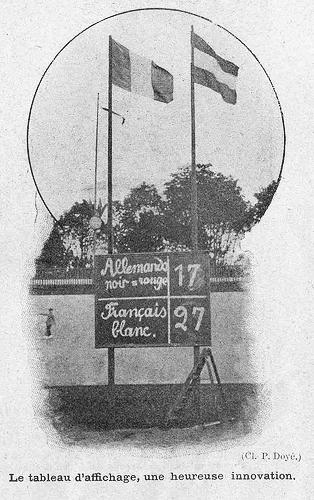
ラグビーユニオンはUSFSAの競技で一番人気だった。写真はパリ五輪ラグビーユニオン競技決勝戦のスコアボード。

## 苦境と衰退

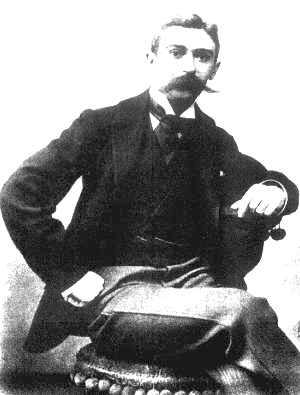
USFSA総務理事を務めたピエール・ド・クーベルタン

1906年、教皇ピウス10世の呼びかけでローマにおいて大規模スポーツイベントが行われることになったが、新設のフランス体操・スポーツ後援連盟の代表ポール・ミショーの強い後押しにより、移動するプレイヤーとスタッフの数は大規模なものとなり、これに対する処罰でUSFSAは評判を落とす
。同団体の理事シャルル・シモンはUSFSAの苦境に付け込んで、1907年に作った新団体「フランス連盟間委員会」にサッカークラブを引き抜いた。会員数増加に功績のあったクーベルタンもまた、1906年に方針の違いからUSFSA役員を退職した。さらに彼の後任フランツ・レイシェルにも混乱を利用するチャンスを与え、レイシェルは「全国スポーツ委員会」を設立して分離独立する。この組織は1908年と1912年の五輪に出場するためのスポーツ界の広い合意形成のために、フランスオリンピック委員会を吸収した
。こうして弱体化していったUSFSAだが、1912年ストックホルムオリンピック終了後にワールドアスレティックス創設のオリジナルメンバーとなった。
サッカーに関してもUSFSAの管理能力は大きく削減され、第一次世界大戦後は各部門に自治権を与えたが、それが崩壊への序曲だった。最後の会長ガストン・ヴィダルにによって1920年10月9日に開かれた会議で、この組織は「フランス・スポーツ陸上競技連合会 (Union française des fédérations de sports athlétiques (UFFSA)」に改名された。この新名称のもとで各競技部門はそれぞれの種目に特化した広範な自治権を与えられたのだが、それは彼らの独立を促してしまった。
その分離独立組織のひとつがまさしく、21世紀現在フランスサッカーの統括組織としてFIFAに加盟しているフランスサッカー連盟 (FFF)である。1919年に生まれたFFFは、母体であるUSFSAから真っ先に分離独立した。フィールドホッケー連盟は1920年11月13日に創設され、そしてフランスラグビー連盟の独立後最初の会長となったのはUSFSAラグビー部局の最高責任者だったオクターヴ・ラリーである
。1920年11月20日にはフランス陸上競技連盟が独立、そして1921年にUSFSA内部の「フランス水難救助連盟」がフランス水泳連盟として独立した。1920年内にはもうUSFSAが開催する選手権は何もなくなり、バスケットボールは陸上競技連盟が運営を引き継いだ。

## 組織

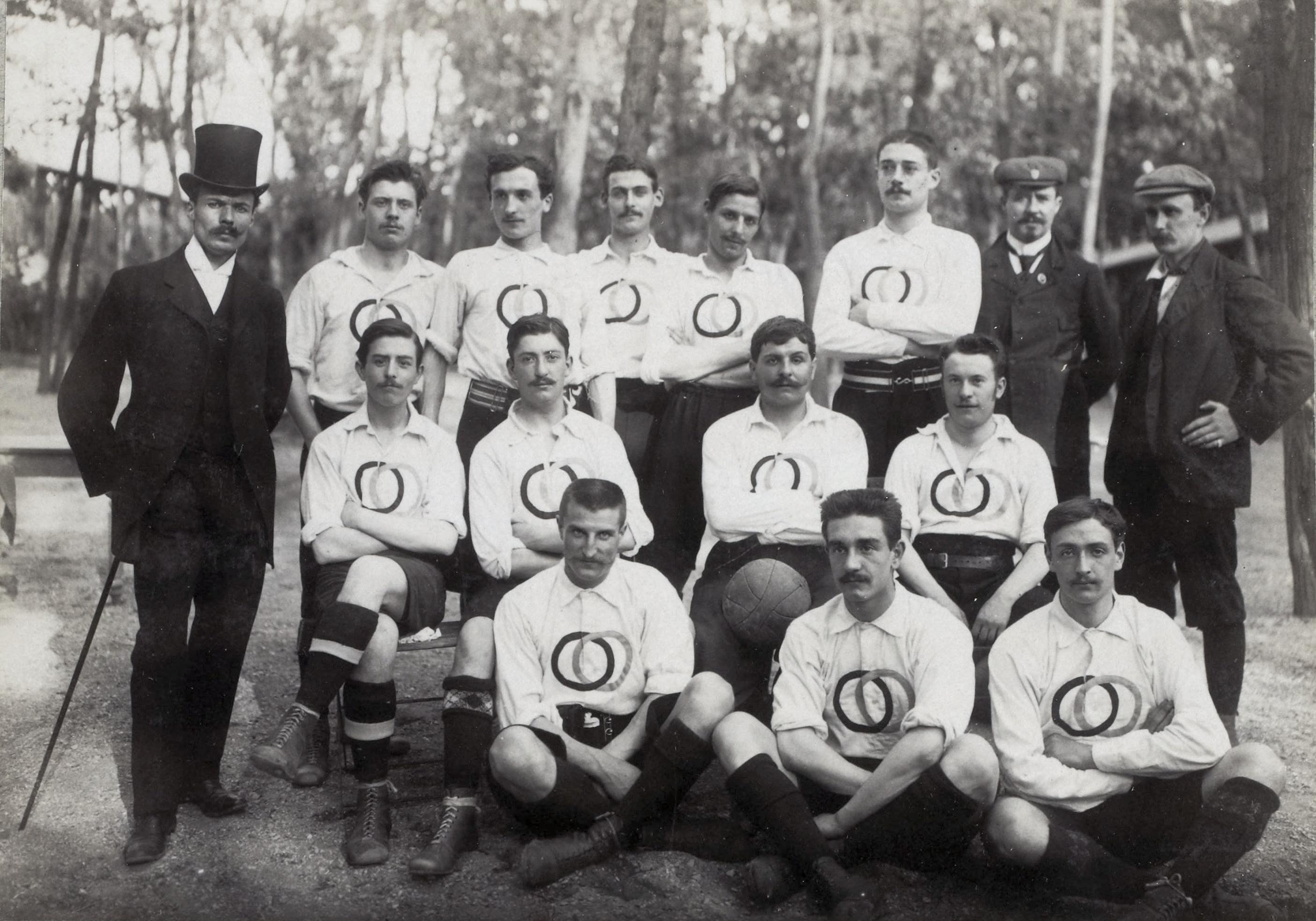
1900年パリ五輪サッカー競技に出場したフランス代表。USFSAのロゴをユニフォームに付けている。

USFSAが組織した各種フランス代表チームは、白いシャツの上にUSFSAのロゴマークである赤と青の交差した輪を描いたユニフォームをつけていた。この3色はフランス国旗の3色からとったものである。この2つの輪は、ピエール・ド・クーベルタンがデザインした近代オリンピックのエンブレムから着想を得たものだった。1913年からはトリコロールと並んでフランスの象徴である雄鶏もロゴに描きこまれるようになったが、これはくだんの連盟間委員会にすり寄るためのものだった。
モットーはラテン語の「Ludus Pro Patria (祖国のためのゲーム)」で、スタッド・フランセ会長でUSFSA共同創設者ジュール・マルカデの発案である。各競技につきひとつの委員会が設置されていた他、1894年19月23日には県単位の選手権を運営するため19の地方委員会が作られた。定期刊行物として毎週土曜日に「レ・スポルツ・アトレティーキ」を発行していた。

## 陸上競技

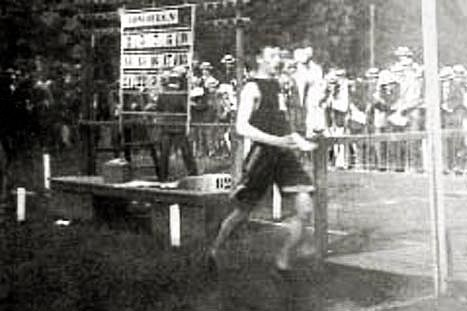
1900年パリ五輪マラソン競技で優勝したミシェル・テアト

USFSAは創設当初からアマチュアリズム原理主義であったが、長らく陸上競技をそのモデルと捉えていた。1888年に最初のフランス陸上競技選手権を開催し、100メートル走、400メートル走、1500メートル走、110メートルハードルの4種目があった。20年以上もクロワ＝カトランで行われていたが、テュイルリー宮殿やサン=クル国立公園が会場になった年もあった。1909年からはコロンブの陸上競技場スタッド・オランピック・イヴ＝ドゥ＝マノワールに定着し、ここではUSFSAのサッカーやラグビーの選手権も開催された。初期のフランス陸上界の偉大な王者はここで生まれた。フランツ・ライシェル、ミシェル・テアト、アンリ・デロージュ、ジャン・ブワン、ジョルジュ・アンドレ、ヴィオレット・モリ、リュシー・ブレアールなど。ピエール・ラウダンの棒高跳びの記録は1945年まで破られることがなかった。

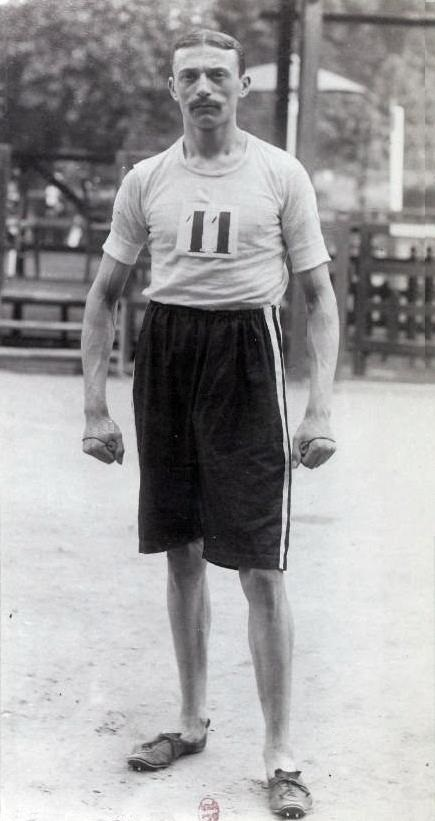
アンリ・デロージュは1899年から3年連続で1500m走フランス王者となり、1900年パリ五輪で銀メダルを獲得した。

1917年にUSFSAは女子陸上選手の選手権出場を解禁したが、USFSA医薬部の保留とクーベルタンの反対的態度を押し切ってのものであった。クロスカントリーのかつてのフランス王者ジョセフ・ゲネによって1920年11月20日に独立した陸上競技連盟が創設されると、女子部門は陸上連盟から離れて転々とし、「フランス女子陸上競技スポーツ連盟」となり、「フランス女子陸上競技連盟」と合併し、最終的に「フランス女子体操・体育連盟」となった
。

## クロスカントリー
21世紀現在の陸上競技にもつながる競技だが、クロスカントリーは18世紀のイギリスにおいて、貴族がみずからの使用人などを競馬やドッグレースと同じ感覚で走らせたことから始まっている。スポーツ (英語からの借用語)はUSFSAで白眼視されていたが、クロスカントリーもやはり英国的なプロフェッショナリズム、金銭とのつながりがあった。だがUSFSAは外国人選手を積極的にフランス・クロスカントリー選手権に招いており、オランダ人のジャック・カイゼルという選手は5回優勝した。また、陸上選手権のわずか1年後にはもう開催されていた。

## ラグビーユニオン

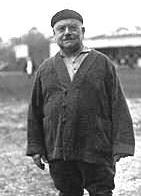
「フランスラグビーの父」ことシャルル・ブレニュス

USFSAにラグビーユニオン部局を作ったのはスポルティング・クラブ・ウニヴェルシテール・ドゥ・フランスの会長であった、シャルル・ブレニュスである。1892年3月20日、フランスで最初のラグビー選手権がラシン・クラブ対スタッド・フランセ (4-3)の試合だった。この試合はブローニュの森で行われ、ピエール・ド・クーベルタン男爵が審判を務めた。1898年までパリ以外の都市のクラブチームの参加はなく、そのシーズンのクラブ数は6つだった。ラシン、スタッド、オランピークが優勝争いの中心となり、1900年パリ五輪のラグビー競技に出場したホスト国代表の選手は、この3クラブの選手だけで構成されていた。1900年10月28日、今大会最多6000人の観衆が集まったヴェロドローム・ド・ヴァンセンヌでの決勝戦で、フランスはイギリスのモスレー・ワンダラーズを27-8で破り金メダルを獲得した。1899年以降、決勝はパリ王者と地方王者との対戦になった。1904年にボルドーのスタッド・ボードレーが初優勝すると、これ以降南部・南西フランスのクラブ優勢の時代がやってきた。

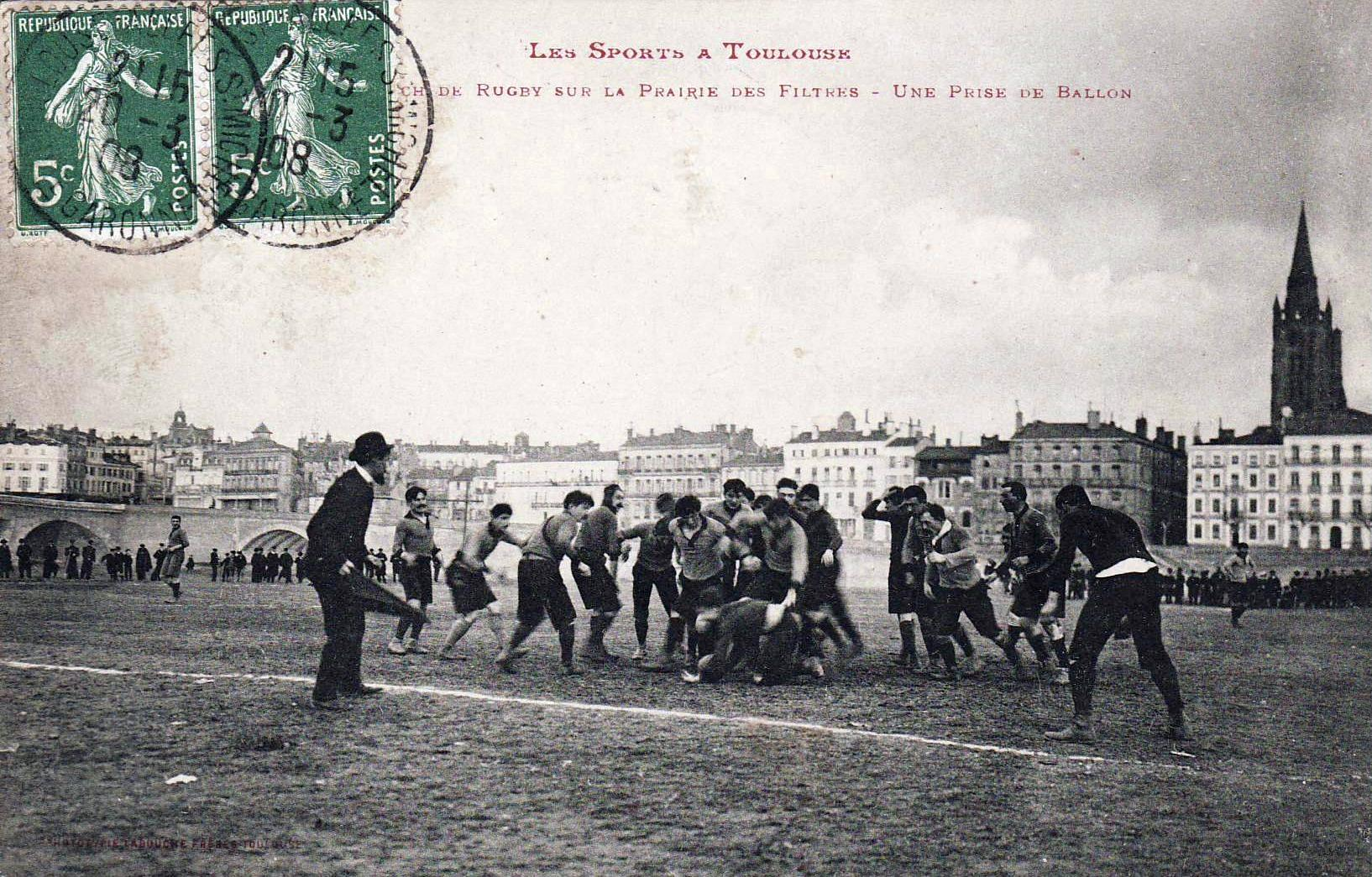
トゥールーズのラグビーユニオン選手権の試合。1904年から南フランスのクラブが選手権の覇権を握った。

1906年から1914年までフランス代表は28試合を行ってわずか1勝しかできず、それもスコットランドに1点差で辛勝したものだった。1906年にフランス代表は最初の公式国際試合を行い、パルク・デ・プランスの3000人の観衆の前でニュージーランド代表に8-38で敗北した。同年にもやはりパルク・デ・プランスでイングランド代表と対戦し8-35で敗れたが、この試合がトリコロールの代表ユニフォームで臨んだ初試合である。4年後の1910年、フランスは英国4協会以外のチームで初めてホーム・ネイションズ・チャンピオンシップ (当時)に参戦した。これらはすべて、USFSAがフランスラグビーを統括していた時代の出来事であった。

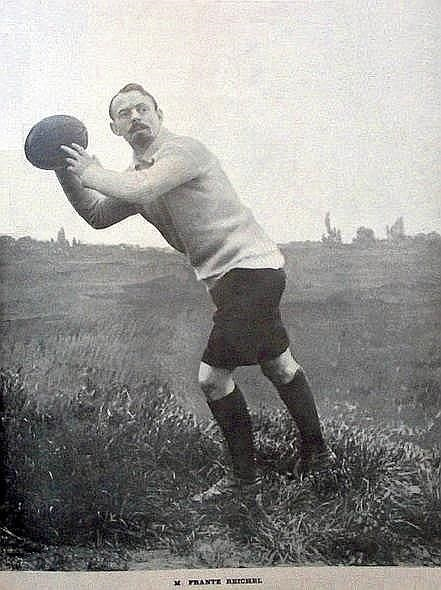
フランツ・レイシェルは陸上選手・ラガーマン・統括組織指導者として優秀だった。

USFSAにおいてはよき陸上選手はよきラガーマンでもあった。フランツ・レイシェルは3回、ジョルジュ・アンドレは7回フランス代表に選出されている。フランスラグビー連盟 (FFR)が独立した時の初代会長オクターヴ・ラリーは1909年にスタッド・トゥールーザンが準優勝した時の選手で、スタッドセステ・タルベとラシン・クラブの1920年の試合で審判も務めた経験がある。USFSAラグビー部局の創設者シャルル・ブレニュスは、のちにFFRの名誉会長となった。

## サッカー

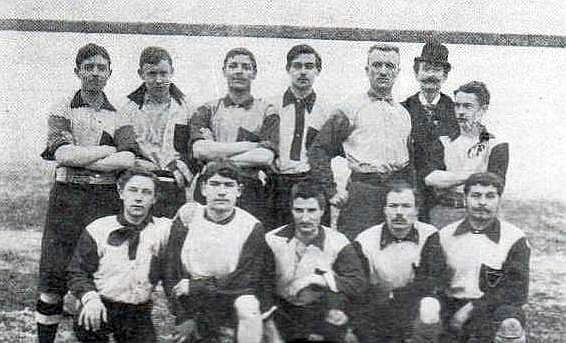
1898年に選手権を制したクラブ・フランセ

USFSAがサッカーに興味を示したのはかなり遅く
、そしてこの種目はアマチュアリズム原理主義の彼らにとってアキレス腱になりかねなかった。すでにサッカーの母国においてはプロフェッショナリズムが公に認められていたのである。最初のUSFSAフランスサッカー選手権が開催されるよりも前から、パリのクラブチームはイギリスから対戦相手を招いて試合をしていた。1899年まで選手権に参加したのはパリのクラブだけであり、初期の2シーズンは純然たるトーナメント戦で、リーグ戦方式になったのは1896年からである。これ以降は選手全員がイングランド人で構成されたスタンダールACがリーグを支配した。1895年2月24日にパリ選抜チームが初の国際試合を行った際、チームはホワイト・ローヴァーズFC、クラブ・フランセ、フォークストーン (イングランドのケント州のリーグで優勝した)の選手で構成されていた。1899年にパリ以外の都市からのクラブ出場が解禁されると、USFSA選手権はまたトーナメント方式に戻った。そしてラグビー同様に地方クラブが大きく台頭し、ル・アーヴルACとラシン・クラブ・ドゥ・ルーベーが覇権を握った。

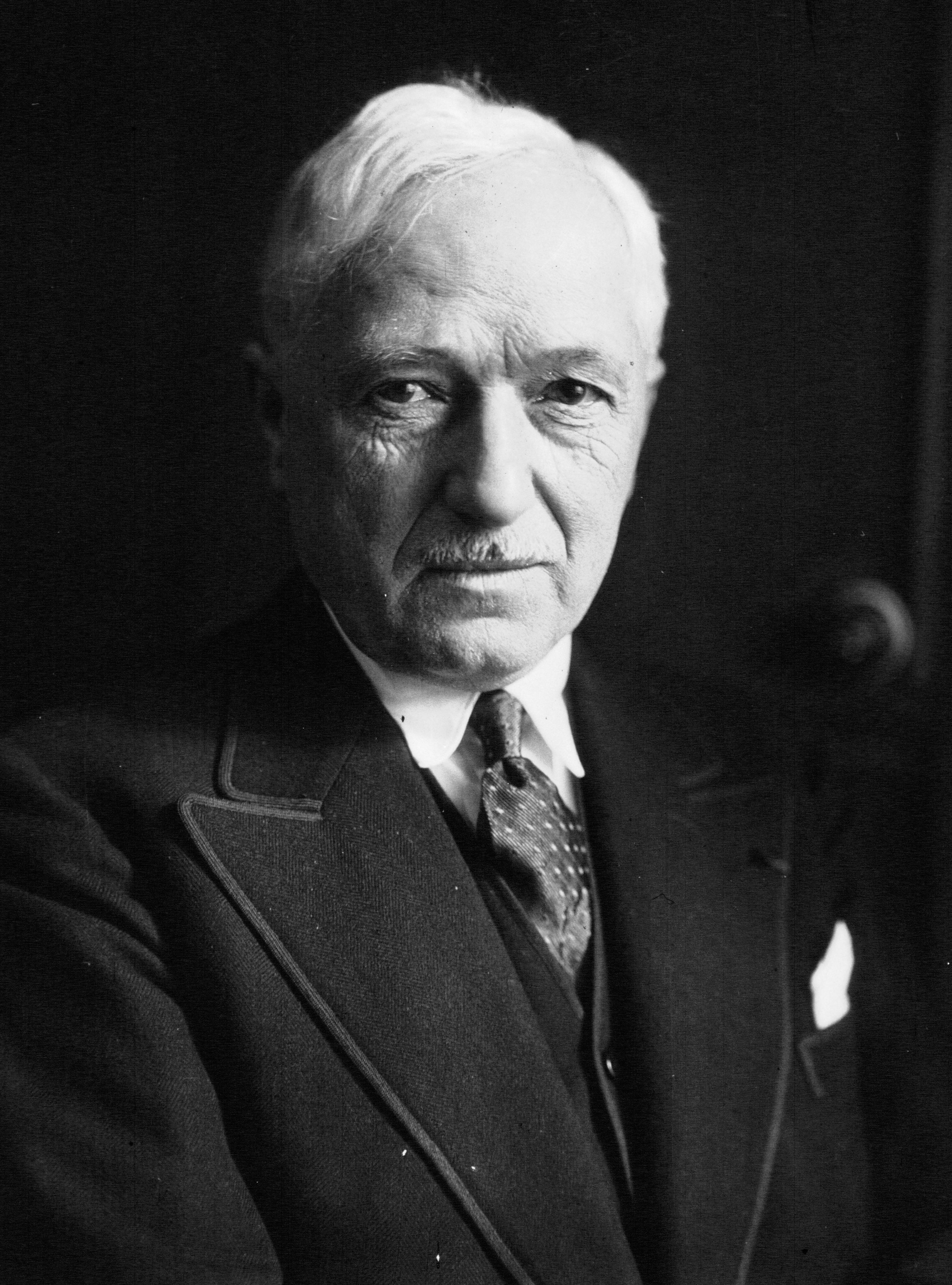
元USFSA役員でフランスサッカー連盟初代会長のジュール・リメ

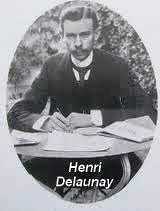
フランスサッカー連盟の骨格を作ったアンリ・ドロネー

FIFA創設という功績を残したUSFSAだったが、アマチュアリズムが侵される懸念から代表権を辞退し、1913年にフランス連盟間委員会がフランスのFIFA会員資格を継承した。1904年にフランス体操・スポーツ後援連盟、1905年にフランス自転車・陸上競技連盟が独自のフランスサッカー全国選手権を立ち上げ、地方でも各地のサッカー協会が独自行動をとり始めて、USFSAの支配力は衰えた。さらに1913年にはジュール・リメがリーグ・ドゥ・フットボール・アソシアシヨンを結成し、やはり独自の選手権を開催する。連合間委員会も1907年にトロフェー・ドゥ・フランスを立ち上げ、1913年にUSFSAは所属クラブのためにも彼らの軍門に下らざるを得なくなった。こうして1900年代から1920年代のフランスサッカーの統括権争いは群雄割拠状態となったが、それを最終的に勝ち抜いたのが、1919年4月7日ににジュール・リメ初代会長とアンリ・ドロネー総務理事によって創設され、のちにUSFSAから分離独立するフランスサッカー連盟であった。

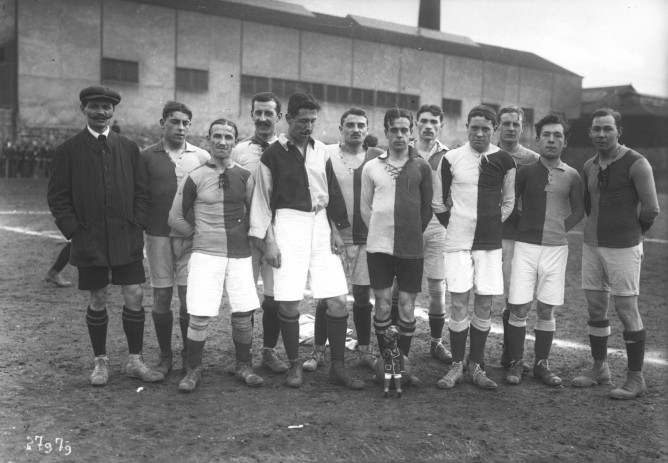
1899・1900年選手権優勝のル・アーヴルAC

## 水泳

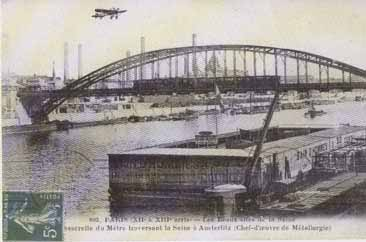
1910年のパリのアウステルリッツ港を描いたポストカード。ここに水泳用プールがあった。

古くからパリでは市民が水泳を楽しんでいたとされる。1899年からはUSFSAという統括組織が加わり、フランス水泳選手権が定期開催されるようになった。パリ第7区のケー・アナトール・フランスにあった、バン・デリニーというプールで短距離競技が開催され、長距離はディエップの近海、セーヌ川やクールブヴォアなどで開催された。

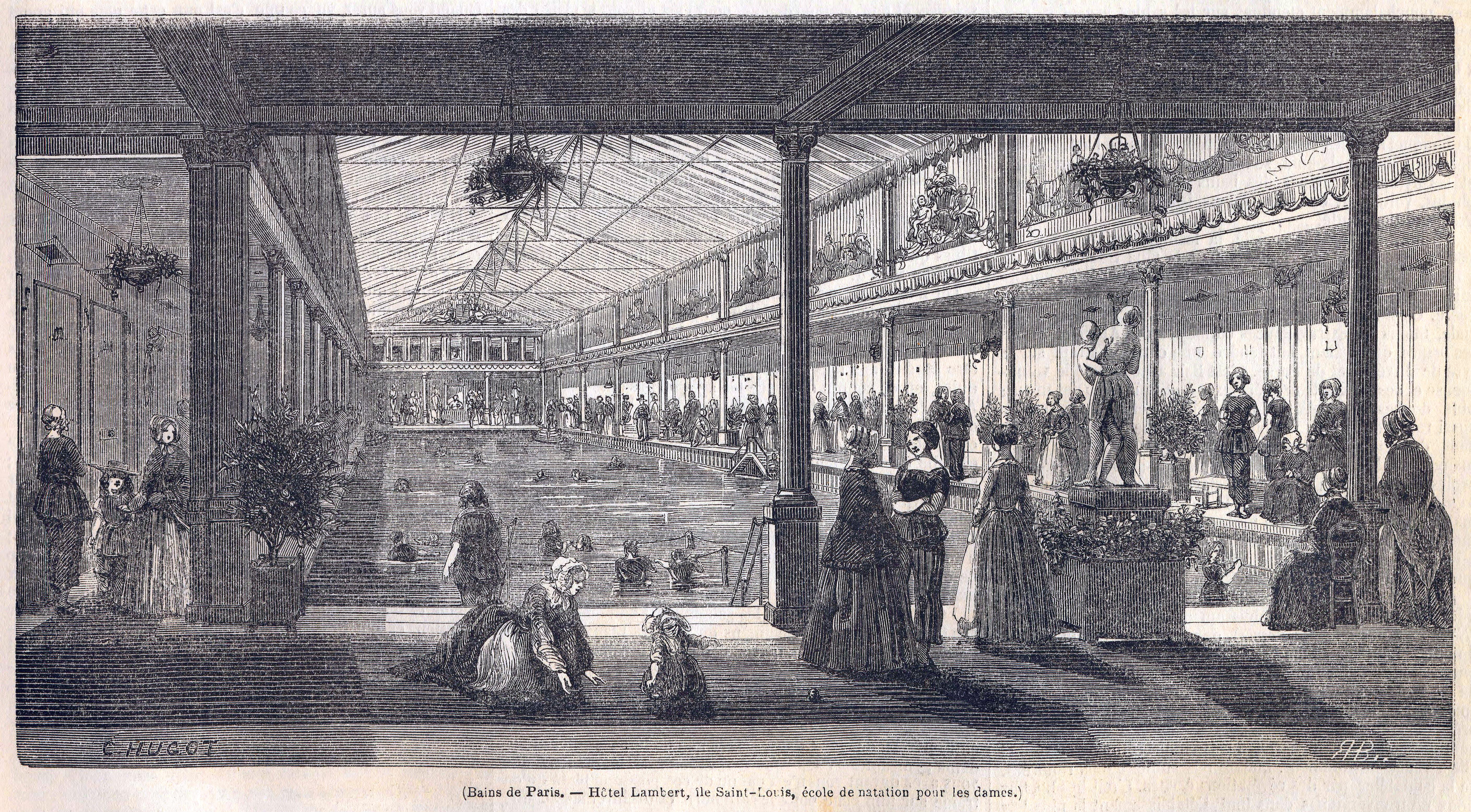
1848年のパリ市民のプール。

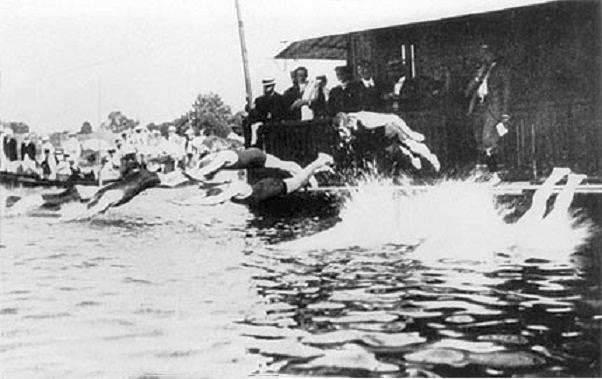
1900年パリ五輪の競泳

1908年ロンドンオリンピックの後、USFSAは国際水泳連盟（現：世界水泳連盟）の設立に関与した。政治家のジャン・ドゥ・カステラーヌは、USFSA内部に1920年に作られた
フランス水難救助連盟
の共同創設者であり会長でもあった。

## フィールドホッケー
1899年からUSFSAはフランス・フィールドホッケー選手権を開催し、そのタイトルはパリのクラブチームに独占された。USFSAから独立したフィールドホッケー連盟ではポール・ロテー、フランツ・レイシェル、マルク・ベラン・ドゥ・コトーなどUSFSA所属の元陸上選手が会長を務めた。この三人は同時期、国際ホッケー連盟の会長でもあった。

## その他の種目

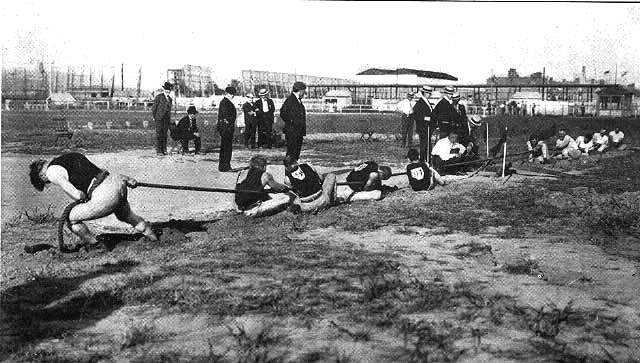
1904年セントルイスオリンピックの綱引き競技

USFSAは、その後の個別協会時代に長く日の目を見なかったいくつかの競技も統括している。たとえば1900年パリ五輪で実施されたクロッケー、クリケット、綱引きなどである。アメリカンスポーツでは野球もあり、そして第一次世界大戦直前に関与し始めたバスケットボールは、分離独立した陸上連盟が1920年から1932年まで統括権を持ち、一時は団体名称が「フランス陸上・バスケットボール連盟」だったこともある。また、1929年には最初のバレーボールの大会が行われたが、当時は労働者階級のスポーツだった。女子のバレーボールチームが初めて作られるのは1931年、フランスバレーボール連盟ができたのはさらに遅く1936年だった。1941年にはフランスハンドボール連盟が作られたが、フランスで主流になったのは11人制のハンドボールであった。

## アマチュアリズム原理主義
トーマス・アーノルドの教えに忠実だったUSFSAは
、スポーツの教育力を支持しアマチュアリズムの防衛者だったが、それが彼らの内包する核心的問題でもあった。「プロフェッショナリズムはアングロサクソン的だ」という固定観念だけにとどまらず、イギリスの文化であるボクシングやレーシング系競技などはすべてギャンブルと不正に満ち満ちていて、そうしたものが少しでもはびこったら倫理も教育も台無しにされる、と考えていた。1881年にジュール・フェリーが安全・自由・規範的な学校教育を作るためには、生徒たちを金銭が絡むスポーツから遠ざけるべきだと主張した時に
、USFSAのアマチュアリズム崇拝はさらに補強された。1880年代中盤にはジョルジュ・ドゥ・サン＝クレールとErnest Demayが、陸上競技の「浄化」を訴えた。競馬と同じように、人間の競争も19世紀中盤にはギャンブルと金銭報酬に飲み込まれていたからである。
彼らの浄化運動は勝利をおさめ、陸上競技を賭けの対象にしている者たちを処罰するに至った。USFSAは金銭欲とは無縁なパフォーマンスの向上・健康な肉体を称揚し、あらゆるプロフェッショナリズムを拒絶し、厳しいアマチュアリズム規則を制定した。「アマチュアとはあらゆる事後報酬・現場報酬、公然たる契約による賞金・賞品、などといったプロフェッショナリズムの伴う競技に生涯一度も手を染めたことがない者、労働者階級的な対価を得ていない有給教師・体育教師、などのことである」
この頑強なアマチュアリズム原理主義が理由となって、彼らは1907年に自ら設立を呼びかけたFIFAを脱退することになり、国内サッカー統括権をめぐる競合相手であった連合間委員会に代表の座を譲った。

## 会長
- ジョルジュ・ドゥ・サン＝クレール (1889-1890)
- ミシェル・ゴンディネ (1891-1892 - 1894)
- アドルフ・ドゥ・パリソー (1893)
- レオン・ドゥ・ジャンゼ子爵 (1895-1898)
- ポール・エスクディエ (1898-1903)
- レオン・ドゥヴィニョー・ドゥ・ラノー (1904-1911)[43]
- ペール博士 (1912)
- ジョセフ・ルメルシエ司令官 (1913-1916);
- ペーレ (1917)
- E・マメール (1917-1919)
- ガストン・ヴィダル (1919-1920 : USFSA / 1920-1923 : UFFSA)